# Maison Vézina
La maison Vézina est un lieu patrimonial québécois situé à Boischatel. Transmise de père en fils, huit générations de Vézina y ont vécu entre 1666 et 1979.

## Histoire
Bâtie sur le lot acheté par François Vézina (fils aîné de Jacques Vézina et Marie Boisdon) à Denis Guyon en 1666, la maison verra 8 générations de Vézina l'habiter. Maison de colombage au toit de chaume, Nicolas Vézina, petit-fils de François lui donnera des murs de pierre et un toit de bardeaux lors de sa reconstruction entre 1713 et 1752.
En 1759, James Wolfe la réquisitionne pour en faire ses quartiers généraux lors de la planification des batailles de Montmorency et des Plaines d'Abraham.
Par la suite, la famille revient et l'occupe jusqu'à sa vente en 1979 par la dernière propriétaire, Cécile Vézina, à un promoteur immobilier.
À l'abandon, la Maison Vézina, est citée par la Municipalité de Boischatel en 1991 puis classée bien culturel par le ministre de la Culture et des Communications du Québec en 1994. Finalement, un regroupement d'artistes et de passionnés d'histoire du milieu s'organise et créent l'Association Culturelle et Artistique de la Maison Vézina. À l'aide du ministère et de la municipalité de Boischatel, la maison est restaurée entre 2002 et 2005, puis ouverte au public à titre de lieu d'interprétation du patrimoine et espace d'expositions artistiques.

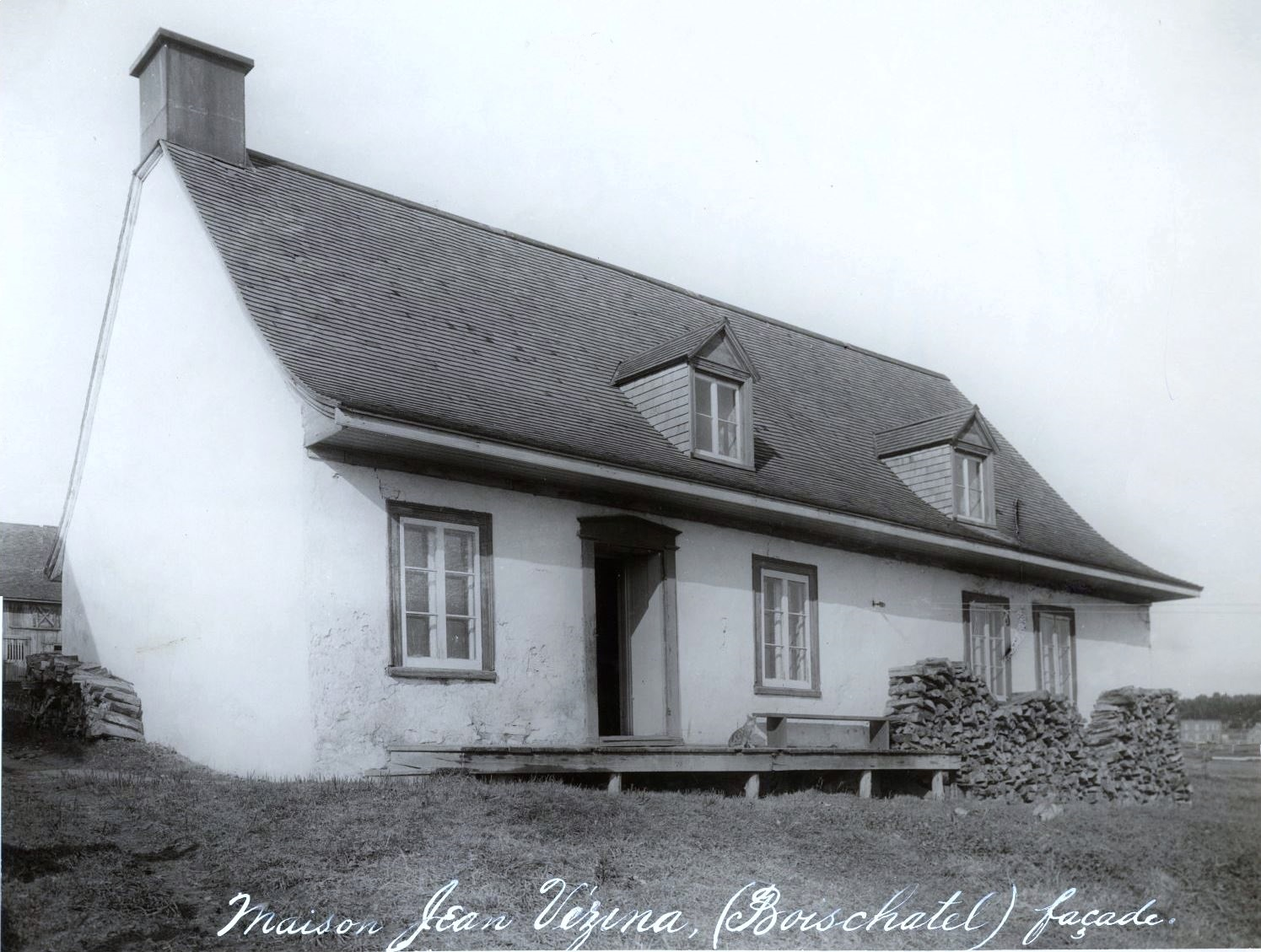
Façade
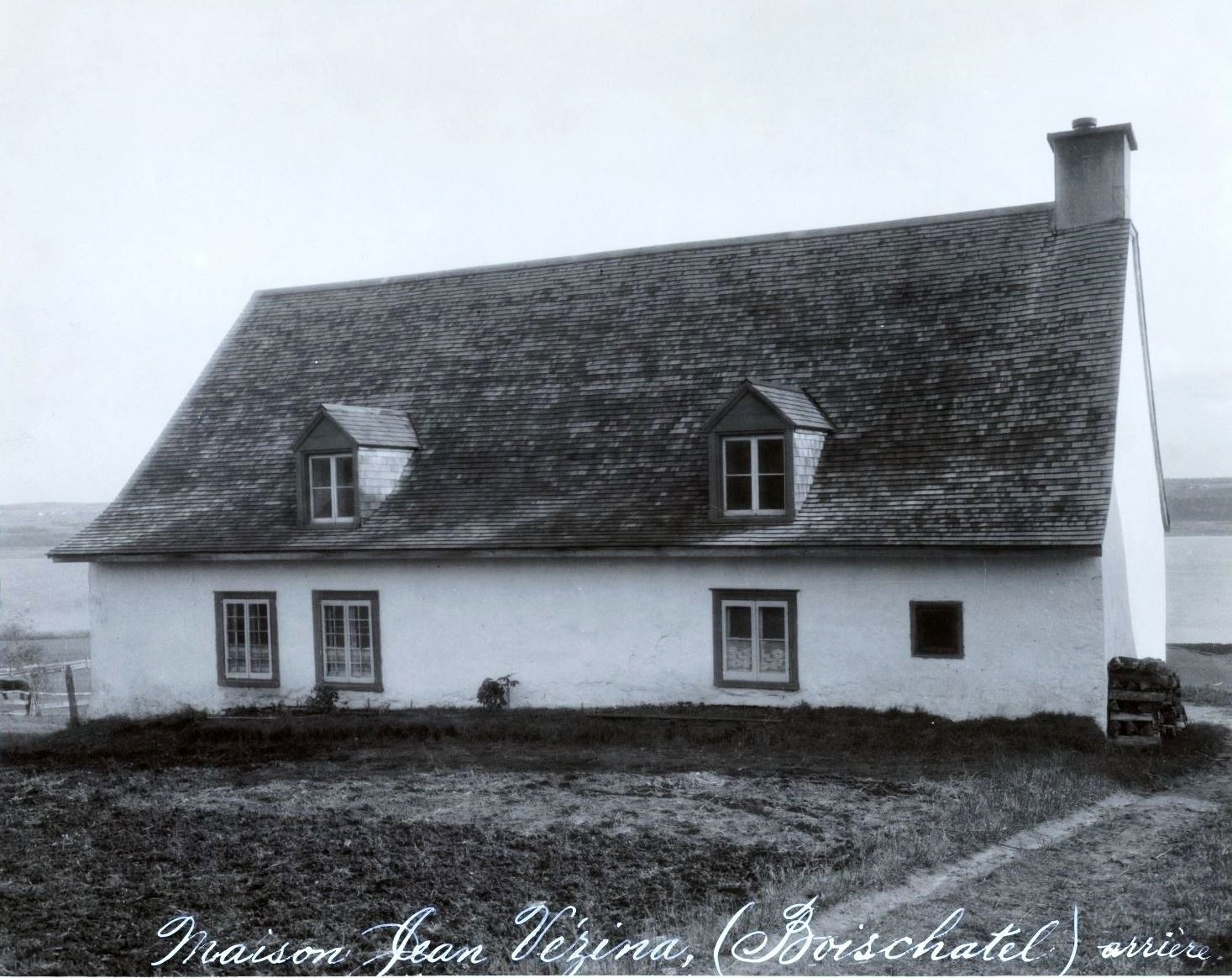
Arrière
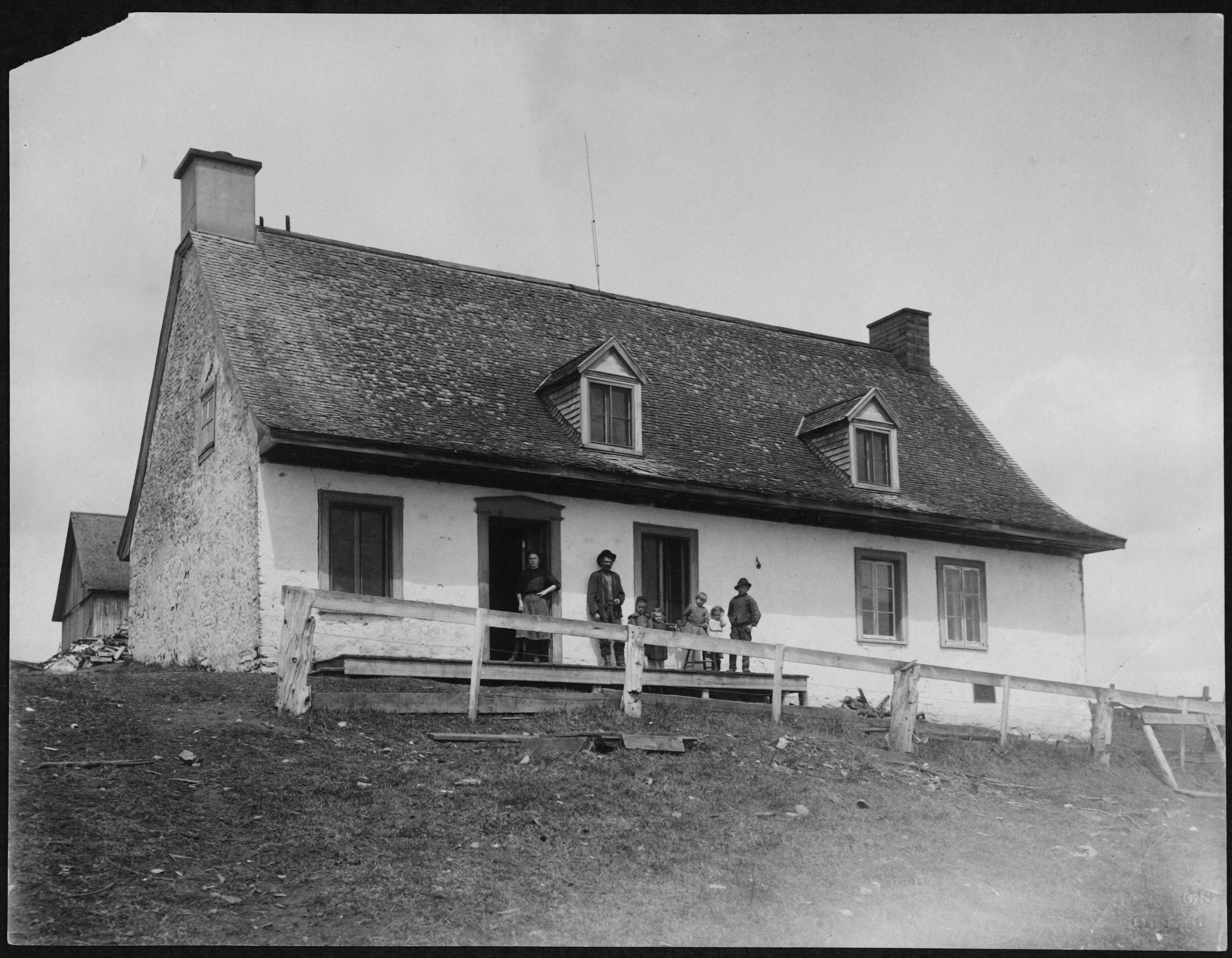
Façade vers 1900

Le fonds d’archives Maison Vézina est conservé au centre d’archives de Québec de la Bibliothèque et Archives nationales du Québec.